# Segunda División de España 1991-92
La temporada 1991–92 de la Segunda División de España de fútbol corresponde a la 61.ª edición del campeonato y se disputó entre el 31 de agosto de 1991 y el 24 de mayo de 1992 en su fase regular. Posteriormente se disputó la promoción de ascenso entre el 10 de junio y el 21 de junio
El campeón de Segunda División fue el RC Celta de Vigo.

## Sistema de competición
La Segunda División de España 1991/92 fue organizada por la Liga de Fútbol Profesional (LFP).
El campeonato contó con la participación de 20 clubes y se disputó siguiendo un sistema de liga, de modo que todos los equipos se enfrentaron entre sí, todos contra todos en dos ocasiones -una en campo propio y otra en campo contrario- sumando un total de 38 jornadas. El orden de los encuentros se decidió por sorteo antes de empezar la competición.
Los dos primeros clasificados ascendieron directamente a Primera División, mientras que el tercer y cuarto clasificado disputaron la promoción de ascenso ante el decimoséptimo y decimoctavo clasificado de la máxima categoría en eliminatorias directas a doble partido.
Los cuatro últimos clasificados descendieron directamente a Segunda División B.

## Clubes participantes
| Datos de ascensos y descensos con respecto a la temporada anterior |
| --- |
| CD Castellón y Real Betis descienden de Primera División. Albacete Balompié y RC Deportivo de La Coruña ascienden a Primera División. Elche CF, UD Salamanca, Levante UD y Xerez CD descienden a Segunda División B. También desciende el Orihuela Deportiva CF por motivos económicos. SD Compostela, Mérida CP, Racing de Santander y Real Madrid CF "B" ascienden a Segunda División. También asciende el FC Barcelona "B" que ocupa la plaza del Orihuela Deportiva CF. |

| Equipo                                | Ciudad                     | Estadio           |
| ------------------------------------- | -------------------------- | ----------------- |
| Athletic Club "B"                     | Bilbao                     | San Mamés         |
| Real Avilés Industrial Club de Fútbol | Avilés                     | Juan Muro de Zaro |
| Fútbol Club Barcelona "B"             | Barcelona                  | Mini Estadi       |
| Real Betis Balompié                   | Sevilla                    | Benito Villamarín |
| Club Deportivo Castellón              | Castellón                  | Nuevo Castalia    |
| Real Club Celta de Vigo               | Vigo                       | Balaidos          |
| Sociedad Deportiva Compostela         | Santiago de Compostela     | Santa Isabel      |
| Unió Esportiva Figueres               | Figueras                   | Vilatenim         |
| Sociedad Deportiva Eibar              | Éibar                      | Ipurúa            |
| Unión Deportiva Las Palmas            | Las Palmas de Gran Canaria | Insular           |
| Unió Esportiva Lleida                 | Lérida                     | Camp d'Esports    |
| Real Madrid Club de Fútbol "B"        | Madrid                     | Ciudad Deportiva  |
| Club Deportivo Málaga                 | Málaga                     | La Rosaleda       |
| Mérida Club Polideportivo             | Mérida                     | Municipal         |
| Real Murcia Club de Fútbol            | Murcia                     | La Condomina      |
| Palamós Club de Fútbol                | Palamós                    | Nou Municipal     |
| Real Racing Club de Santander         | Santander                  | El Sardinero      |
| Agrupación Deportiva Rayo Vallecano   | Madrid                     | Vallecas          |
| Centre d'Esports Sabadell Fútbol Club | Sabadell                   | Nova Creu Alta    |
| Sestao Sport Club                     | Sestao                     | Las Llanas        |

Antes de iniciarse el campeonato, el 5 de julio de 1991, el Gobierno español aprobó un Real Decreto que obligaba a convertirse en sociedad anónima deportiva a todos los clubes de la categoría con números rojos en sus balances en los últimos cinco ejercicios. El Decreto preveía la exclusión de la LFP de aquellos clubes que no lograsen su reconversión durante la presente temporada, fijándose como fecha límite para ello el 18 de junio de 1992.

## Clasificación
| Pos. | Equipo                     | Pts. | PJ | G  | E  | P  | GF | GC | Dif. | Clasificación                 |
| ---- | -------------------------- | ---- | -- | -- | -- | -- | -- | -- | ---- | ----------------------------- |
| 1    | R. C. Celta de Vigo (C, A) | 53   | 38 | 22 | 9  | 7  | 61 | 26 | +35  | Ascenso a Primera División    |
| 2    | A. D. Rayo Vallecano (A)   | 48   | 38 | 20 | 8  | 10 | 52 | 27 | +25  | Ascenso a Primera División    |
| 3    | U. E. Figueres             | 47   | 38 | 16 | 15 | 7  | 43 | 27 | +16  | Acceso a Promoción de ascenso |
| 4    | Real Betis                 | 46   | 38 | 18 | 10 | 10 | 54 | 43 | +11  | Acceso a Promoción de ascenso |
| 5    | U. E. Lleida               | 43   | 38 | 17 | 9  | 12 | 52 | 36 | +16  |                               |
| 6    | F. C. Barcelona "B"        | 41   | 38 | 17 | 7  | 14 | 59 | 53 | +6   |                               |
| 7    | Mérida C. P.               | 41   | 38 | 16 | 9  | 13 | 58 | 48 | +10  |                               |
| 8    | S. D. Compostela           | 41   | 38 | 15 | 11 | 12 | 36 | 32 | +4   |                               |
| 9    | C. E. Sabadell F. C.       | 38   | 38 | 16 | 6  | 16 | 34 | 35 | −1   |                               |
| 10   | Racing de Santander        | 37   | 38 | 15 | 7  | 16 | 39 | 44 | −5   |                               |
| 11   | Real Murcia C. F. (D)      | 36   | 38 | 11 | 14 | 13 | 32 | 36 | −4   | Descenso a Segunda División B |
| 12   | S. D. Eibar                | 36   | 38 | 11 | 14 | 13 | 19 | 22 | −3   |                               |
| 13   | Athletic Club "B"          | 35   | 38 | 12 | 11 | 15 | 36 | 40 | −4   |                               |
| 14   | Palamós C. F.              | 35   | 38 | 13 | 9  | 16 | 39 | 46 | −7   |                               |
| 15   | C. D. Castellón            | 35   | 38 | 13 | 9  | 16 | 42 | 48 | −6   |                               |
| 16   | Real Madrid C. F. "B"      | 34   | 38 | 11 | 12 | 15 | 44 | 55 | −11  |                               |
| 17   | Sestao S. C.               | 32   | 38 | 11 | 10 | 17 | 26 | 44 | −18  |                               |
| 18   | C. D. Málaga (D)           | 30   | 38 | 10 | 10 | 18 | 25 | 45 | −20  | Descenso a Segunda División B |
| 19   | Real Avilés Industrial (D) | 27   | 38 | 9  | 9  | 20 | 31 | 56 | −25  | Descenso a Segunda División B |
| 20   | U. D. Las Palmas (D)       | 25   | 38 | 8  | 9  | 21 | 39 | 58 | −19  | Descenso a Segunda División B |

 Fuente: BDFútbol
Criterios de clasificación: Puntos · Enfrentamientos directos · Diferencia de goles · Goles a favor · Play-off
Notas:
1. ↑  El Real Murcia C. F. fue descendido administrativamente a Segunda División B por no poder completar su reconversión en sociedad anónima deportiva.
2. ↑  El Sestao Sport Club, inicialmente descendido, fue repescado administrativamente para la próxima temporada para cubrir la plaza del Real Murcia
3. ↑  El Club Deportivo Málaga se disolvió al término del campeonato.

## Resultados
| Local \ Visitante      | ATH | AVI | BAR | BET | CAS | CEL | COM | EIB | FIG | LAS | LLE | MAL | MER | MUR | PAL | RAC | RAY | RMA | SAB | SES |
| ---------------------- | --- | --- | --- | --- | --- | --- | --- | --- | --- | --- | --- | --- | --- | --- | --- | --- | --- | --- | --- | --- |
| Athletic Club "B"      | —   | 2–0 | 1–0 | 3–3 | 2–1 | 0–0 | 0–0 | 1–0 | 2–0 | 2–5 | 1–0 | 1–0 | 1–2 | 0–1 | 1–0 | 1–1 | 0–1 | 0–0 | 1–2 | 3–0 |
| Real Avilés Industrial | 1–1 | —   | 1–1 | 2–2 | 2–1 | 2–3 | 0–0 | 0–0 | 1–1 | 1–2 | 0–1 | 3–2 | 4–2 | 3–2 | 1–0 | 1–0 | 0–2 | 3–0 | 0–1 | 0–0 |
| F. C. Barcelona "B"    | 2–0 | 5–2 | —   | 1–0 | 3–2 | 4–1 | 1–0 | 1–0 | 0–0 | 2–1 | 4–1 | 2–0 | 5–3 | 2–2 | 1–2 | 0–1 | 0–3 | 3–3 | 3–0 | 2–1 |
| Real Betis             | 0–0 | 2–0 | 1–0 | —   | 1–1 | 1–0 | 3–1 | 2–1 | 3–0 | 3–0 | 3–3 | 2–1 | 3–1 | 2–1 | 1–0 | 3–0 | 4–2 | 1–0 | 2–0 | 4–1 |
| C. D. Castellón        | 3–1 | 1–0 | 1–1 | 1–1 | —   | 0–2 | 0–1 | 1–0 | 1–3 | 0–0 | 2–0 | 1–1 | 0–2 | 1–0 | 1–2 | 2–0 | 2–1 | 4–1 | 2–0 | 2–0 |
| R. C. Celta de Vigo    | 1–0 | 2–0 | 2–0 | 3–0 | 1–1 | —   | 4–1 | 1–1 | 2–0 | 3–0 | 3–0 | 3–0 | 2–2 | 1–1 | 3–0 | 5–0 | 1–0 | 2–1 | 2–0 | 4–0 |
| S. D. Compostela       | 0–3 | 5–1 | 1–1 | 0–0 | 0–2 | 2–0 | —   | 1–0 | 0–0 | 2–0 | 3–2 | 1–0 | 0–1 | 3–1 | 1–0 | 0–1 | 1–0 | 2–0 | 0–1 | 1–2 |
| S. D. Eibar            | 1–1 | 0–0 | 2–1 | 0–0 | 1–0 | 0–1 | 0–0 | —   | 2–0 | 1–0 | 0–0 | 1–0 | 0–0 | 0–0 | 2–0 | 0–1 | 0–0 | 1–0 | 0–0 | 1–0 |
| U. E. Figueres         | 3–2 | 1–0 | 3–0 | 0–0 | 0–0 | 2–0 | 0–0 | 0–0 | —   | 1–1 | 1–3 | 0–1 | 2–0 | 0–0 | 2–0 | 0–0 | 1–2 | 2–0 | 2–1 | 2–0 |
| U. D. Las Palmas       | 0–0 | 2–0 | 3–1 | 1–0 | 1–2 | 1–2 | 0–0 | 0–1 | 1–2 | —   | 1–2 | 1–2 | 0–2 | 1–1 | 1–2 | 1–1 | 3–0 | 1–2 | 1–0 | 0–0 |
| U. E. Lleida           | 4–1 | 2–0 | 1–1 | 6–2 | 4–1 | 2–0 | 2–0 | 2–0 | 1–1 | 2–2 | —   | 0–1 | 2–2 | 2–0 | 2–0 | 0–1 | 1–0 | 1–0 | 0–1 | 1–0 |
| C. D. Málaga           | 1–0 | 1–0 | 0–1 | 0–0 | 0–0 | 0–2 | 0–1 | 0–0 | 0–5 | 2–1 | 0–1 | —   | 1–1 | 1–0 | 1–1 | 2–1 | 0–1 | 2–1 | 0–0 | 0–0 |
| Mérida C. P.           | 0–0 | 6–0 | 3–2 | 3–2 | 1–1 | 2–1 | 0–1 | 1–0 | 1–2 | 3–2 | 0–0 | 3–0 | —   | 3–0 | 2–1 | 1–1 | 0–1 | 2–2 | 0–1 | 0–1 |
| Real Murcia C. F.      | 1–0 | 0–1 | 2–1 | 1–0 | 3–0 | 2–1 | 0–0 | 1–0 | 0–0 | 2–1 | 0–0 | 2–1 | 0–1 | —   | 2–1 | 2–0 | 1–1 | 0–1 | 0–1 | 0–0 |
| Palamós C. F.          | 1–1 | 0–1 | 0–1 | 1–0 | 3–1 | 0–0 | 0–3 | 3–0 | 0–0 | 1–2 | 1–0 | 1–0 | 3–2 | 2–2 | —   | 1–0 | 0–0 | 2–2 | 1–1 | 3–1 |
| Racing de Santander    | 3–0 | 1–0 | 3–0 | 0–1 | 2–0 | 1–1 | 0–2 | 0–2 | 1–2 | 3–0 | 0–4 | 5–2 | 0–1 | 3–1 | 0–3 | —   | 0–0 | 2–0 | 1–0 | 4–0 |
| A. D. Rayo Vallecano   | 1–0 | 2–0 | 1–4 | 3–0 | 4–1 | 0–0 | 1–0 | 2–0 | 1–1 | 3–0 | 1–0 | 0–0 | 1–2 | 0–0 | 4–0 | 1–0 | —   | 4–0 | 2–0 | 4–0 |
| Real Madrid C. F. "B"  | 0–3 | 2–1 | 1–0 | 3–1 | 3–1 | 0–1 | 2–2 | 1–1 | 1–1 | 3–3 | 1–0 | 1–1 | 3–2 | 1–1 | 0–0 | 4–0 | 3–1 | —   | 2–1 | 0–2 |
| C. E. Sabadell F. C.   | 2–0 | 0–0 | 1–2 | 3–0 | 0–2 | 0–1 | 3–0 | 1–0 | 0–2 | 2–0 | 2–0 | 1–2 | 1–0 | 1–0 | 3–2 | 0–0 | 1–2 | 1–0 | —   | 1–1 |
| Sestao S. C.           | 0–1 | 1–0 | 4–1 | 0–1 | 1–0 | 0–0 | 1–1 | 0–1 | 0–1 | 2–0 | 0–0 | 1–0 | 2–1 | 0–0 | 1–2 | 1–2 | 1–0 | 0–0 | 2–1 | —   |

## Promoción de ascenso
En la promoción de ascenso jugaron UE Figueres y Real Betis como tercer y cuarto clasificado de Segunda División. Sus rivales fueron RC Deportivo de La Coruña y Cádiz CF como decimoséptimo y decimoctavo clasificado de Primera División.
El RC Deportivo de La Coruña tuvo que alterar las fechas de su eliminatoria para poder disputar la semifinal de la Copa del Rey ante el Atlético de Madrid.
La promoción se jugó a doble partido a ida y vuelta con los siguientes resultados:
| 10 de junio de 1992 | RC Deportivo de La Coruña   | 2:1     | Real Betis | Estadio de Riazor, La Coruña                                             |                                                                          |
|                     | Albístegui 25' Kiriakov 59' | Reporte | Loreto 46' | Asistencia: 25.000 espectadores Árbitro(s): Urío Velázquez (Guipuzcoano) | Asistencia: 25.000 espectadores Árbitro(s): Urío Velázquez (Guipuzcoano) |

| 17 de junio de 1992 | Real Betis | 0:0     | RC Deportivo de La Coruña | Estadio Benito Villamarín, Sevilla                                       |                                                                          |
|                     |            | Reporte |                           | Asistencia: 55.000 espectadores Árbitro(s): Ansuátegui Roca (Valenciano) | Asistencia: 55.000 espectadores Árbitro(s): Ansuátegui Roca (Valenciano) |

| Permanece en Primera División RC Deportivo de La Coruña |

| 14 de junio de 1992 | Cádiz CF            | 2:0     | UE Figueres | Estadio Ramón de Carranza, Cádiz                                  |                                                                   |
|                     | Tilico 42' Fali 79' | Reporte |             | Asistencia: 15.000 espectadores Árbitro(s): Díaz Vega (Asturiano) | Asistencia: 15.000 espectadores Árbitro(s): Díaz Vega (Asturiano) |

| 21 de junio de 1992 | UE Figueres  | 1:1     | Cádiz CF    | Estadio Municipal de Vilatenim, Figueras                                  |                                                                           |
|                     | Altimira 86' | Reporte | Quevedo 75' | Asistencia: 10.000 espectadores Árbitro(s): Raúl García de Loza (Gallego) | Asistencia: 10.000 espectadores Árbitro(s): Raúl García de Loza (Gallego) |

| Permanece en Primera División Cádiz CF |

## Máximos goleadores (Trofeo Pichichi)
En su primer año en España, Vlado Gudelj demostró la capacidad anotadora que le convertiría en uno de los mayores goleadores de la historia del Celta de Vigo. Tras un espectacular arranque goleador -nueve tantos en las cinco primeras jornadas-, Gudelj se mantuvo durante toda la temporada al frente de la tabla de realizadores, y obtuvo finalmente el Trofeo Pichichi del Diario Marca.
| Pos.           | Jugador              | Equipo                 | Goles |
| -------------- | -------------------- | ---------------------- | ----- |
| 1º             | Vladimir Gudelj      | Celta de Vigo          | 26    |
| 2.º            | Paquito Sánchez      | Mérida CP              | 21    |
| 3.º            | Goran Milojević      | Mérida CP              | 15    |
| 4.º            | José Emilio Amavisca | UE Lleida              | 14    |
| 5.º            | Guillermo Alcázar    | CD Castellón           | 13    |
| 6.º            | Bartolomé Márquez    | UE Figueres            | 12    |
|                | Mladen Mladenović    | CD Castellón           | 12    |
| 8.º            | Lluís Carreras       |                        | 11    |
| FC Barcelona B | Juan Ramón Comas     | Rayo Vallecano         | 11    |
|                | Javi García          | FC Barcelona B         | 11    |
|                | Joaquín Alonso       | Real Avilés Industrial | 11    |
|                | Pepe Mel             | Real Betis             | 11    |

## Otros premios

### Trofeo Zamora
José Ignacio Garmendia, histórico guardameta del SD Eibar, logró este año el primer Trofeo Zamora de su carrera. 
Para optar a este premio del Diario Marca fue necesario disputar 60 minutos en, como mínimo, 28 partidos.
| Pos. | Jugador                | Equipo         | Goles | Partidos | Promedio |
| ---- | ---------------------- | -------------- | ----- | -------- | -------- |
| 1º   | José Ignacio Garmendia | SD Eibar       | 22    | 38       | 0,58     |
| 2.º  | Toni Jiménez           | UE Figueres    | 26    | 38       | 0,68     |
|      | Francisco Villanueva   | Celta de Vigo  | 26    | 38       | 0,68     |
| 4.º  | Wilfred Agbonavbare    | Rayo Vallecano | 27    | 38       | 0,71     |
| 5.º  | Ramón Docobo           | SD Compostela  | 23    | 31       | 0,74     |

### Premios Don Balón
- Mejor jugador / Número 1 Ranking Don Balón: Vicente (Celta de Vigo)
- Mejor jugador español:  Vicente (Celta de Vigo)
- Mejor jugador extranjero:  Vladimir Gudelj (Celta de Vigo)

## Resumen
Campeón de Segunda División:
| - Real Club Celta de Vigo |

Ascienden a Primera División:
| - Real Club Celta de Vigo | - Agrupación Deportiva Rayo Vallecano |

Descienden a Segunda División B: 
| - Real Murcia Club de Fútbol | - Real Avilés Industrial Club de Fútbol | - Unión Deportiva Las Palmas |

Desciende y desaparece: 
| - Club Deportivo Málaga |